# Roemeense parlementsverkiezingen 1961

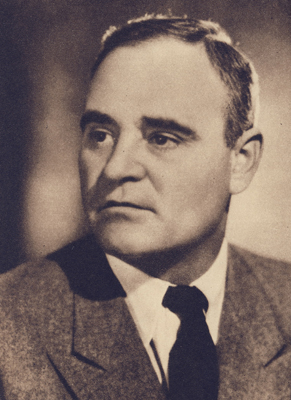
Dictator Gheorghe Gheorghiu-Dej (1901-1965), leider van de communistische partij (1944-1965), premier (1952-1955), staatshoofd (1961-1965)

De Roemeense parlementsverkiezingen van 1961 vonden op 5 maart van dat jaar plaats. De verkiezingen waren op basis van enkelvoudige kandidaatstelling en alleen leden van het door de communistische partij gedomineerde Volksdemocratisch Front mochten zich kandideren. Het Front kreeg bijna 100% van de stemmen. Op 21 maart keurde de Grote Nationale Vergadering (parlement) enkele grondwetswijzigingen goed, o.a. de instelling van een Staatsraad bestaande uit een voorzitter, vicevoorzitter en dertien leden als collectief staatshoofd. Gheorghe Gheorghiu-Dej (1901-1965), sinds de oprichting van de volksrepubliek in 1948 de sterke man van het regime, werd gekozen tot eerste voorzitter van de Staatsraad en werd daarmee feitelijk staatspresident.

## Uitslag
| Coalitie                        | Stemmen    | %       | Zetels    |
| ------------------------------- | ---------- | ------- | --------- |
| Volksdemocratisch Front         | 12.388.787 | 99,81%  | 465 / 465 |
| Tegen                           | 23.461     | 0,19%   | —         |
| Totaal                          | 12.412.248 | 100,00% | 465       |
|                                 |            |         |           |
| Geldige stemmen                 | 12.412.248 | 99,96   |           |
| Blanco/ ongeldige stemmen       | 5.552      | 0,04%   |           |
| Totaal uitgebrachte stemmen     | 12.417.800 | 100,00% |           |
| Geregistreerde kiezers/ opkomst | 12.444.977 | 99,78%  |           |
| Bron: Nohlen & Stöver, WP       |            |         |           |